# Jardines de Pando
Jardines de Pando és un nucli de població de l'Uruguai ubicat al sud del departament de Canelones. Administrativament, és un suburbi de la ciutat de Pando. Es troba sobre la ruta 72, cinc quilòmetres al nord del centre urbà, després dels suburbis de San Bernardo – Viejo Molino i Estanque de Pando.

## Població
Segons les dades del cens de l'any 2004, Jardines de Pando tenia 673 habitants.
| Any  | Població |
| ---- | -------- |
| 1985 | 419      |
| 1996 | 510      |
| 2004 | 673      |
| 2011 | 756      |

Font: Institut Nacional d'Estadística de l'Uruguai